# Zaliesaucy
Zaliesaucy (hist. Płochowo; biał. Залесаўцы; ros. Залесовцы) – wieś na Białorusi, w obwodzie grodzieńskim, w rejonie nowogródzkim, w sielsowiecie Walówka.
W dwudziestoleciu międzywojennym Płochowo leżało w Polsce, w województwie nowogródzkim, w powiecie nowogródzkim.